# 앤드루 존슨 (축구 선수)
앤드루 존슨(Andrew Johnson, 1981년 2월 10일 ~ )은 잉글랜드의 전 축구 선수이다.